# Wongosport
Maillots
Wongosport est un club de football Gabonais, basé à Lastoursville. Il est présidé par Étienne Guy Mouvagha Tsioba et entraîné par Faustin Banguiya.
Le club évolue à plusieurs reprises en première division au cours des années 1990 et 2000.

## Histoire
Le club se classe troisième du championnat du Gabon lors de la saison 2003, avec onze victoires, quatre nuls et sept défaites.